# Karl August Carlén
Carl August Carlén född 18 juni 1876 i Lilla Smedstorp i Askers socken, död 18 december 1960 i Hällabrottet, var en svensk industriman verksam i Yxhults Stenhuggeri AB, senare Yxhultsbolaget.  

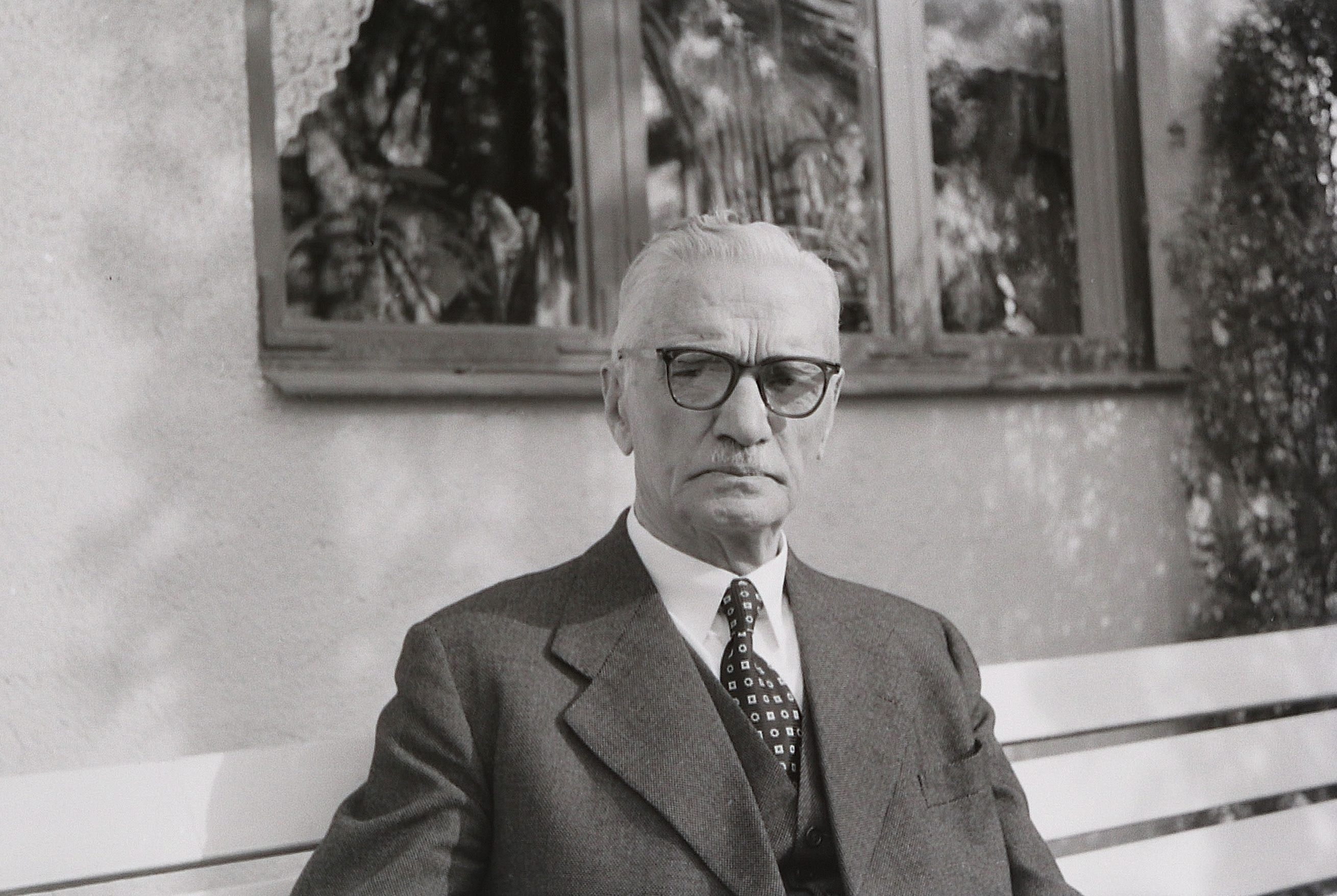
Carl August Carlén

## Biografi

### Uppväxt och utbildning
Carl August Carlén växte upp som den yngsta i en syskonskara av tre bröder och fyra systrar. Hans far var Carl Johan Persson (1831–1905), torpare, snickare och timmerman, och hans mor Hedda Jansdotter Boström (1833–1915). Karl August Carlén gick sexårig folkskola i Bysta och fortsatte fyra år vid Labbetorps Lantbruks- och Bokhålleriinstitut vid Kilsmo till 2 februari 1895. Han deltog sedan i skötseln av gården vid institutet och biträdde även där som lärare under nio månader till slutet av 1895. 

### Yrkeskarriär
Carléns första anställning började 24 april 1896 som magasins- och ladugårdsbokhållare hos överste Franke på Binga säteri, söder om Kalmar, där han stannade till 7 maj 1897 och fullgjorde sedan värnplikten. 
Därefter återvände Carlén till Askers socken, först som bokhållare vid AB Anderssons Mekaniska Stenhuggeris filial i Tångsäter i Asker, sedan från 20 april 1900 som bokförare i en lanthandel i Odensbacken. 20 mars 1903 tillträdde han en tjänst som bokförare och kassör på Yxhults Stenhuggeri AB. Han lämnade 1909 då han var oenig med bolagets förvaltare Adlers om hur företaget skulle drivas. Han flyttade då till Örebro för att ägna sig åt kolonialvarubranschen. 
Carlén återgick till Yxhults Stenhuggeri AB 1910 efter en förfrågan från styrelsen om att överta befattningen som förvaltare efter Emil Adlers. Han tillträdde förvaltarposten som disponent 1910 och blev befordrad till direktör 1913. Han övertog den ekonomiska kontrollen av företaget 1924 som efter 1929 utvecklades till världskoncernen Ytong AB (Yxhult AB efter namnändring 1973). Han var styrelseordförande i moderbolaget och de viktigaste dotterbolagen till 80 års ålder då han överlämnade dessa uppdrag till sina söner Erik Carlén och Bertil Carlén. 
Carlén lät uppföra Yxhultsbolagets huvudkontor i Hällabrottet 1956–1957.

### Familj
Carl August Carlén gifte sig 1905 med Gerda Carlén, född Engvall. Hon drev en hattbutik tillsammans med sin syster i centrala Örebro och sålde hattar på marknaden i Odensbacken. De fick barnen Erik, Sigrid och Bertil Carlén. Carl August Carlén dog efter en kort tids sjukdom 1960. Hans hustru dog två år senare.

## Utmärkelser
Carl August Carlén mottog Finlands Vita Ros för sina insatser för Finland under andra världskriget. Han blev hedersledamot av Södermanlands-Nerikes nation i Uppsala. År 1957 blev han även hedersledamot av Gustaf Adolfs-akademin. 